# أكرم فواز
أكرم فواز شاعر غنائي لبناني ،من مواليد بلدة شحيم العام 1934 في إقليم الخروب في لبنان.
يقيم في بلدة القرعون بالبقاع الغربي ،أعطى من أشعاره لعدد من المطربين من بينهم فيروز، وديع الصافي، رفعت موسى، ربيع الأسمر وعصام رجي، إضافة لعدد من المسرحيات.